# Xyris schizachne
Xyris schizachne är en gräsväxtart som beskrevs av Carl Friedrich Philipp von Martius. Xyris schizachne ingår i släktet Xyris och familjen Xyridaceae. Inga underarter finns listade i Catalogue of Life.